# 谷次亨

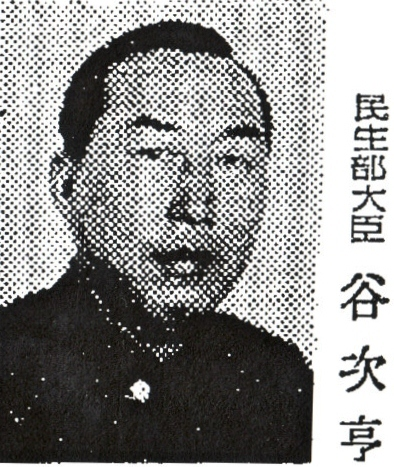
《朝日新聞》
1942年9月29日晚報版

谷次亨（1898年2月9日—1977年1月8日），名嘉年，字次亨，以字行。盛京将軍管轄区大連瓦房店人，中華民国、满洲国政治人物。

## 生平
他早年留学日本，毕业于東京高等師範學校（東京教育大学之前身，現在为筑波大学）。归国後，他先在南满铁路任职，后来任奉天省盐運总局長、本渓湖煤铁公司秘書。
满洲国建国後，他任国務院人事处調査科長、文教部职员、民政部警務司外事兼保安科長、安東省教育厅厅長。1937年（康德4年）满洲国機構改革，他升任总務厅次長。1941年（康德8年）1月，随着要人的大規模世代交替，他任民生部大臣。1942年（康德9年）9月，他改任交通部大臣。谷次亨精通日語，获得關東軍信任。他经常访问關東軍司令部，报告中国人的思想動向。
满洲国滅亡后，谷次亨被苏联红军逮捕，押往苏联。1950年8月，他被中華人民共和国引渡回国，关押在撫順战犯管理所。後来他受到特赦释放，此后在長春市图書館工作。
1977年，他在長春病逝。